# Sekos
Als Sekos (altgriechisch ὁ σηκός) bezeichnete man in der griechischen Antike ursprünglich jede Art von eingefriedetem Gelände. In der Folge wurde die Benutzung des Begriffs auf den abgegrenzten Bezirk eines Heiligtums, das Temenos, reduziert. Als Raum für ein Götterbild wurde Sekos schließlich synonym für Cella oder Naos verwandt. Im Speziellen wird der Begriff heute für den hofartigen Kultraum eines Tempels benutzt. Der Sekos übernimmt somit bei unüberdachten Tempeln (Hypäthraltempeln) Position und Funktion der Cella. Beispiele für Sekoi sind der Kultraum des archaischen Dipteros der Artemis von Ephesos und der Sekos im Apollontempel von Didyma bei Milet.